# Power of Love (Hour Glass)
Power of Love è il secondo album degli Hour Glass, pubblicato dalla Liberty Records nel 1968. 

## Tracce
Lato A
1. Power of Love – 2:48 (Dan Penn, Spooner Oldham)
2. Changing of the Guard – 2:35 (Gregg Allman)
3. To Things Before – 2:30 (Gregg Allman)
4. I'm Not Afraid – 2:39 (Gregg Allman)
5. I Can Stand Alone – 2:15 (Gregg Allman)
6. Down in Texas – 3:06 (Eddie Hinton, Marlin Greene)

Lato B
1. I Still Want Your Love – 2:20 (Gregg Allman)
2. Home for the Summer – 2:45 (Eddie Hinton, Marlin Greene)
3. I'm Hanging Up My Heart for You – 3:09 (Don Covay, John Berry)
4. Going Nowhere – 2:43 (Gregg Allman)
5. Norwegian Wood – 2:58 (John Lennon, Paul McCartney)
6. Now Is the Time – 3:58 (Gregg Allman)

Edizione CD del 1992, pubblicato dalla Liberty Records
1. Power of Love – 2:50 (Dan Penn, Spooner Oldham)
2. Changing of the Guard – 2:33 (Gregg Allman)
3. To Things Before – 2:33 (Gregg Allman)
4. I'm Not Afraid – 2:41 (Gregg Allman)
5. I Can Stand Alone – 2:13 (Gregg Allman)
6. Down in Texas (Version #1) – 3:07 (Eddie Hinton, Marlin Greene)
7. I Still Want Your Love – 2:20 (Gregg Allman)
8. Home for the Summer – 2:44 (Eddie Hinton, Marlin Greene)
9. I'm Hanging Up My Heart for You – 3:09 (Don Covay, John Berry)
10. Going Nowhere – 2:43 (Gregg Allman)
11. Norwegian Wood (This Bird Has Flown) – 2:59 (John Lennon, Paul McCartney)
12. Now Is the Time – 3:59 (Gregg Allman)
13. Down in Texas (Version #2) – 2:21 (Eddie Hinton, Marlin Greene) – Bonus Track
14. It's Not My Cross to Bear – 3:36 (Gregg Allman) – Bonus Track
15. Southbound – 3:41 (Gregg Allman) – Bonus Track
16. God Rest His Soul – 4:02 (Steve Alaimo) – Bonus Track
17. February 3rd – 2:56 (Autore sconosciuto) – Bonus Track
18. Apollo 8 – 2:37 (Autore sconosciuto) – Bonus Track

## Musicisti
A1, A2, A3, A4, A5, A6, B1, B2, B3, B4, B5 e B6/Brani CD nr. - 1,2,3,4,5,6,7,8,9,10,11 e 12
- Duane Allman - chitarra solista, sitar elettrico
- Gregory Allman - organo, pianoforte, chitarra, voce solista
- Paul Hornsby - chitarra, pianoforte, organo, voce
- John Sandlin - chitarra, gong
- Jesse Williard Carr - basso, voce
- John Sandlin - batteria
- Hour Glass - arrangiamenti

Brani CD nr. - 13,14,15,16,17 e 18
- Gregory Allman - tastiere, voce
- Altri musicisti sconosciuti[4][5]